# Melaenornis chocolatinus
Melaenornis chocolatinus là một loài chim trong họ Muscicapidae.